# Criză economică
Criza economică este un eveniment social de manifestare a declinului economic care poate avea mai multe cauze. De exemplu perioada crizei lumii capitaliste datorate supraproducției, dintre anii 1929-1933, era caracterizată printr-o scădere dramatică a activității economice mondiale. Dar aceste crize au apărut și în țările socialiste, cauza principală este probabil polarizarea la un grup restrâns a celor care posedă bani, restul populației mai ales a celor din lumea a treia fiind sărace, reducându-se astfel piața de desfacere a produselor. Fazele crizei economice se manifestă printr-o perioadă de stagnare, de recesiune însoțită de inflație, cauzate de o conjunctură complexă.
Termenul criză economică poate fi aplicat unei game largi de situații în care unele produse financiare își pierd brusc o parte semnificativă din valoarea nominală. În secolele XIX și XX, multe crize economice au fost asociate cu "fuga la bancă". De asemenea, multe perioade de recesiune au coincis cu aceste panici. Alte situații care sunt în mod normal numite crize economice includ prăbușiri la bursă și spargerea unor bule economice, crize în cadrul pieței de schimb valutar. Rezultatul crizelor economice este o pierdere de bani (bogăție pe hârtie), dar nu neapărat și în schimbări ale economiei reale.
În viziunea Băncii Naționale a Republicii Moldova, criza economică reprezintă punctul de cotitură dintre recesiune și expansiune economică în cadrul unui ciclu economic și care semnifică reluarea creșterii economice, de obicei ca urmare a politicilor de expansiune, adică de reducere a ratei dobânzii și de ridicare a restricțiilor din calea creditării, ceea ce favorizează procesul investițional și/sau ca urmare a îmbunătățirii climatului economic internațional.
Multi economiști au produs teorii despre cum se dezvoltă crizele economice și cum ar putea fi prevenite. Nu există un consens, dar crizele economice continuă să apară din când în când.

## Tipuri de criză economică

### Criza bancară
Fenomenul prin care mai mulți clienți se hotărăsc brusc să retragă toți (sau aproape toți) banii dintr-un cont se numește "fuga la bancă". Ținând cont că o bancă dă cu împrumut majoritatea numerarului pe care îl primește din depozite, este foarte dificil să se găsească fonduri pentru a plăti înapoi pe loc toți clienții, dacă aceștia se hotărăsc să-și retragă banii în același timp. O astfel de fugă poate lăsa banca insolventă, ceea ce duce la pierderea depozitelor clienților. Când fugile la bancă se înmulțesc, avem de-a face cu o "criză bancară sistematică" sau o "panică bancară". 
Exemple de "fugă la bancă" includ Marea depresiune sau fuga de la Northern Rock în 2007.
Crizele bancare apar, în general, după perioade de împrumuturi riscante care rezultă în incapacitate de plată a împrumuturilor.

### Bule speculative și prăbușiri
O bulă speculativă există în condițiile în care un instrument financiar este evaluat la suprapreț de-a lungul unei perioade îndelungate.  Prezența clienților care cumpără un produs financiar cu speranță că îl vor putea re-vinde mai târziu pentru o sumă mai mare este un alt factor care contribuie frecvent la crearea de bule financiare. Dacă apare o bulă economică pe piața, atunci există riscul de "prăbușire" a valorii instrumentului financiar respectiv: clienții vor continua să cumpere atâta timp cât consideră că există și alți cumpărători pe piață, astfel încât când mulți decid să vândă prețul va cădea. Din păcate, este dificil de ghicit când prețul unui produs financiar reprezintă corect valoarea fundamentală a acestuia, astfel încât bulele economice sunt foarte greu de detectat. Unii economiști insistă că bulele economice nu apar niciodată (sau aproape niciodată).

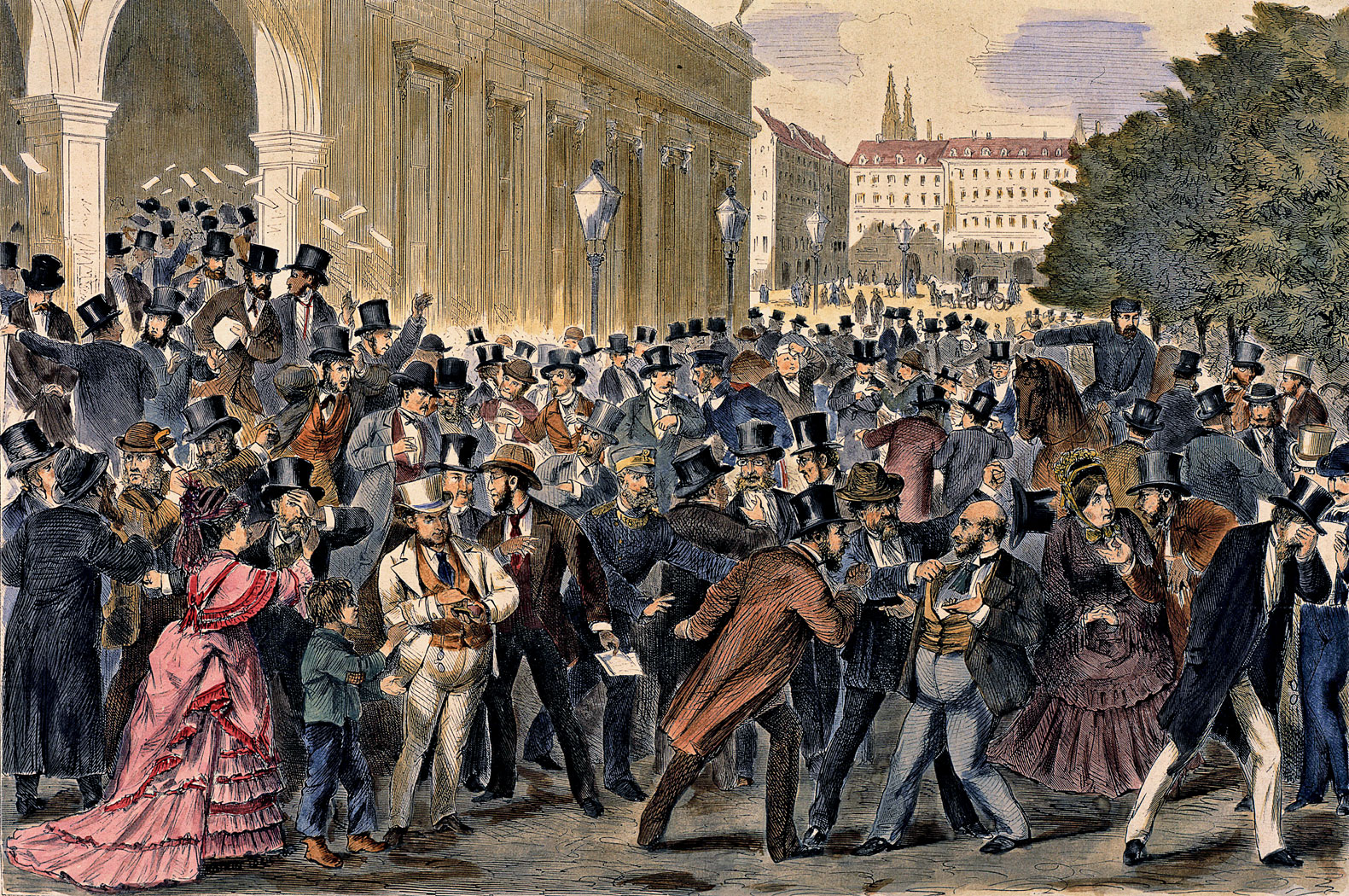
Vinerea Neagra, 9 May 1873, Bursa de Valori din Vienna. Au urmat Panica din 1873 siMarea depresiune.

Exemple cunoscute de crize economice și prăbușiri la bursă includ mania lalelelor olandeze, Criza de pe Wall Street din 1929, criza imobiliară din Japonia din anii 1980, bula dot-com (bula internetului) din 2000–2001, și mai nou criza imobiliară din Statele Unite ale Americii (care însă dă semne de revenire). în anii 2000 a început o bulă imobiliară prin care prețul caselor a crescut semnificativ.

### Criza economică internațională
O "criză valutară" apare atunci când o țară care menține o rată de schimb fixă este brusc forțată să își devalorizeze valuta din cauza unui atac speculativ. Neplata datoriilor suverane (prăbușirea) apare în momentul în care o țară nu mai poate să își plătească datoriile. Deși devalorizarea și prăbușirea pot fi decizii voluntare luate de Guvern, acestea sunt adeseori percepute ca rezultatul involuntar al unor schimbări în cadrul investitorilor care duc la oprirea bruscă a capitalului care intră în țară sau creșterea bruscă a capitalului care iese din țară.
Mai multe valute care au făcut parte din Mecanismul de Schimb Valutar European au trecut prin criza din 1992-1993 și, drept urmare, s-au devalorizat sau au fost retrase din mecanismul comun. Criza financiară din Rusia din 1998 a dus la devalorizarea rublei și la prăbușirea titlurilor de stat rusești.

### Criza economică în lume
Creșterea negativă a produsului pe cap de locuitor de-a lungul a mai mult de jumătate de an se numește "recesiune". O recesiune îndelungată sau severă se numește "depresiune". O durată mai lungă de timp în care creșterea economică este mică dar nu neapărat negativă se numește stagnare economică.

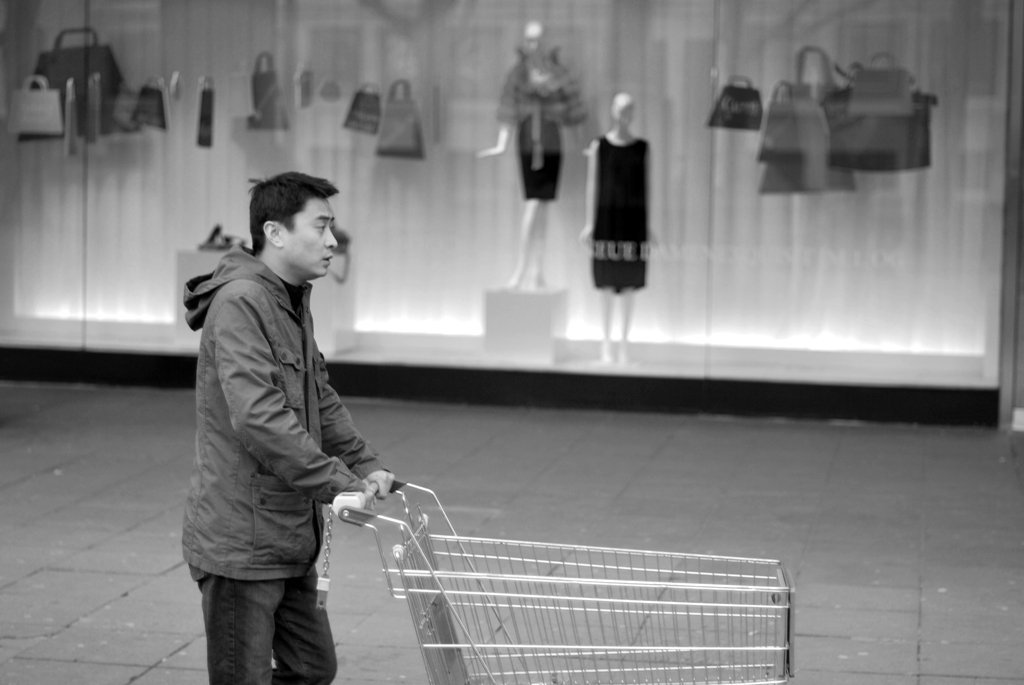
Declinul in cheltuielile consumatorilor.

Unii economiști consideră că recesiunile au fost cauzate în mare parte de crizele economice. Un exemplu important este Marea depresiune, care a fost precedată în multe țări de „fugi la bancă” și prăbușiri ale burselor de valori. Criza împrumuturilor imobiliare și spargerea altor bule imobiliare de peste tot din lume a dus la recesiune în SUA și în multe alte țări dezvoltate între 2008-2009.